# China Chow
China Chow (Londra, aprile 1974) è un'attrice, modella e conduttrice televisiva britannica.

## Biografia
Chow nasce a Londra, in Inghilterra, dal ristoratore Michael Chow e dall'ex-modella/designer Tina Chow. Chow ha un fratello di tre anni più giovane. È nipote dell'attrice Tsai Chin. Ha origini han, giapponesi, tedesche e scozzesi.
Prima di diventare attrice, China Chow si laurea in psicologia allo Scripps College e, seguendo le orme della madre, lavora alcuni anni come modella per Shiseido, Tommy Hilfiger e Calvin Klein, venendo nominata, nel 1996, come It Girl di Harper's Bazaar. Quello stesso anno, compare nell'edizione di dicembre di Vogue. Nel 2000, posa per Maxim, rientrando nella collezione delle Girls of Maxim. Appare al 54º posto nella classifica delle Maxim Hot 100 Women nel 2001. Nel 2004, è la voce di Katie Zhan nel videogioco Grand Theft Auto: San Andreas.
Debutta come attrice nel 1998, come co-protagonista in Il grande colpo, al fianco di Mark Wahlberg. Nel 2007, appare nella prima stagione di Burn Notice - Duro a morire nei panni dell'ex-spia Lucy. Dal 2010, è conduttrice e giudice del reality show Work of Art: The Next Great Artist.

## Filmografia

### Cinema
- Il grande colpo (The Big Hit), regia di Kirk Wong (1998)
- Top model per caso (Head Over Heels), regia di Mark Waters (2001)
- Spun, regia di Jonas Åkerlund (2002)
- Sol Goode, regia di Danny Comden (2003)
- Carnival Sun, regia di Peter J. Nieves - cortometraggio (2003)

### Televisione
- That '70s Show - sitcom, episodio 4x04 (2001)
- Blessings, regia di Arvin Brown - film TV (2003)
- Frankenfish - Pesci mutanti (Frankenfish), regia di Mark A.Z. Dippé (2004)
- Burn Notice - Duro a morire (Burn Notice) - serie TV, episodi 1x01-1x10 (2007)

## Doppiatrici italiane
Nelle versioni in italiano dei suoi film, China Chow è stata doppiata da:
- Tatiana Dessi in Top model per caso.
- Tiziana Avarista in Frankenfish - Pesci mutanti.